# Умендорф (Биберах)
Умендорф (њем. Ummendorf) општина је у њемачкој савезној држави Баден-Виртемберг. Једно је од 45 општинских средишта округа Биберах. Према процјени из 2010. у општини је живјело 4.351 становника. Посједује регионалну шифру (AGS) 8426120.

## Географски и демографски подаци
Умендорф се налази у савезној држави Баден-Виртемберг у округу Биберах. Општина се налази на надморској висини од 545 метара. Површина општине износи 20,6 km². У самом мјесту је, према процјени из 2010. године, живјело 4.351 становника. Просјечна густина становништва износи 211 становника/km².